# Chansey Paech
Chanston James "Chansey" Paech (sinh năm 1987) là một chính khách Úc. Ông là đảng viên đảng Lao động của Hội đồng Lập pháp Lãnh thổ phía Bắc từ năm 2016, đại diện cho cử tri Namatjira. Ông là người gốc Aranda và Gurindji.
Paech là Chủ tịch của Hội đồng Lập pháp Lãnh thổ phía Bắc và chủ tịch của các ủy ban.

## Đầu đời và sự nghiệp
Paech lớn lên ở Alice Springs. Ông là con trai của một phụ nữ Đông Arrernte, cha ông là hậu duệ của người nhập cư Đức.
Ông được bầu vào Hội đồng thị trấn Alice Springs năm 2012.
Paech hoàn thành giáo dục trung học của mình tại Anzac Hill High, Alice Springs, Lãnh thổ phía Bắc.  Sau đó, ông học tại Đại học Charles Darwin trong lĩnh vực quản lý đất đai, bảo tồn và sản xuất rau quả.
Paech đã là một người ủng hộ mạnh mẽ cho đầu tư cơ sở hạ tầng, cơ hội phát triển kinh tế và con đường việc làm giữ chân nhân dân của chúng tôi trong khu vực, vùng xa và nông thôn.
Paech có mối quan hệ lâu dài với khu vực do cộng đồng thổ dân kiểm soát trong cộng đồng Trung Úc. Ông là cháu chắt của người đi rừng huyền thoại Walter Smith.
Paech là nghị sĩ đồng tính nam công khai duy nhất trong Hội đồng lập pháp NT;  trước khi tham gia chính trường, Paech là một nhà hoạt động quyền LGBT nổi bật.